# Dominique Cornu
Dominique Cornu (Beveren, 10 oktober 1985) is een voormalig Belgisch wielrenner en baanwielrenner. In 2006 werd hij wereldkampioen tijdrijden bij de Beloften. Hij nam als baanwielrenner deel aan de Olympische Spelen van 2012 in Londen.

## Carrière
Cornu had aanleg voor het tijdrijden, wat al bleek bij de junioren. In 2003 en 2004 werd hij in deze categorie Belgisch kampioen en in 2005 en 2006 veroverde hij diezelfde titel in de beloftencategorie. In 2006 werd hij ook  Belgisch kampioen achtervolging op de baan bij de elite, won hij de prestigieuze Omloop Het Volk voor beloften en behaalde hij goud op het wereldkampioenschap tijdrijden bij de beloften. Dankzij deze prestaties werd hij verkozen tot Sportbelofte van het Jaar en tekende hij profcontracten bij achtereenvolgens Lotto en Quick·Step.
Door heel wat blessureleed kan hij zich echter nooit volledig doorzetten bij de profs, al behaalt hij meerdere malen het podium op het Belgisch kampioenschap tijdrijden en in het eindklassement van de Ronde van België.
Op de piste behaalt hij in 2009 de bronzen medaille op het wereldkampioenschap achtervolging in Polen. In deze discipline wordt hij uiteindelijk viermaal Belgisch kampioen - na 2006 ook in 2007, 2012 en 2014 - en kan hij zich in 2012 kwalificeren voor de Olympische Spelen in Londen.
Na een jaar bij het Nederlandse Skil-Shimano zou hij vanaf 2011 gaan rijden voor het Australische Team Pegasus. Door financiële problemen kreeg Team Pegasus echter geen licentie voor de Pro Continentale divisie, zodat alle renners vrij waren. Zo kiest Cornu voor het Topsport Vlaanderen-Mercator team, waar hij drie jaar zal blijven. 
Na jaren van fysieke problemen wordt in 2013 een uitzonderlijk euvel aan het heupgewricht vastgesteld. Na een operatie rijdt Cornu in 2014 voor de veldritploeg Sunweb-Napoleon Games, waar hij hoopte om via kleinere wegkoersen en mountainbikewedstrijden zijn oude fysieke vermogen terug te vinden. Desalniettemin zet hij twee jaar later, in 2015, een punt achter zijn professionele wielerloopbaan bij Vérandas Willems.

## Overwinningen

### Baanwielrennen
| Jaar     | BK                                             | EK                                   | WK            | OS       | WB                          | Overig                  |
| Junioren | Junioren                                       | Junioren                             | Junioren      | Junioren | Junioren                    | Junioren                |
| -------- | ---------------------------------------------- | ------------------------------------ | ------------- | -------- | --------------------------- | ----------------------- |
| 2003     | ploegenachtervolging · ploegkoers              |                                      |               |          |                             |                         |
| Beloften |                                                |                                      |               |          |                             |                         |
| 2007     |                                                | achtervolging · ploegenachtervolging |               |          |                             |                         |
| Elites   |                                                |                                      |               |          |                             |                         |
| 2006     | achtervolging · 1km · puntenkoers              |                                      |               |          |                             |                         |
| 2007     | achtervolging · ploegenachtervolging           |                                      |               |          |                             |                         |
| 2008     |                                                |                                      |               |          |                             |                         |
| 2009     |                                                |                                      | achtervolging |          | Manchester: · achtervolging |                         |
| 2010     | achtervolging                                  |                                      |               |          |                             |                         |
| 2011     |                                                |                                      |               |          | Astana: · achtervolging     |                         |
| 2012     | achtervolging · puntenkoers · scratch · omnium |                                      |               |          |                             |                         |
| 2013     |                                                |                                      |               |          |                             |                         |
| 2014     |                                                |                                      |               |          |                             | IBO Gent: achtervolging |
| 2015     | achtervolging · puntenkoers                    |                                      |               |          |                             |                         |

### Weg
2003
 Belgisch kampioen tijdrijden, Junioren
2e etappe Keizer der Juniores
2004
3e etappe Ronde van Berlijn, Beloften
3e etappe Ronde van Vlaams-Brabant
 Belgisch kampioen tijdrijden, Beloften
2e etappe Triptyque des Barrages, Beloften
Chrono des Nations, Beloften
2005
2e etappe Tweedaagse van de Gaverstreek
3e etappe Ronde van Berlijn, Beloften
Eindklassement Ronde van Berlijn, Beloften
3e etappe Ronde van Vlaams-Brabant
 Belgisch kampioen tijdrijden, Beloften
2006
4e etappe Ronde van de Isard d'Ariège, Beloften
Omloop Het Volk, Beloften/Elite z/c
Proloog Ronde van Antwerpen
 Belgisch kampioen tijdrijden, Beloften
 Wereldkampioen tijdrijden, Beloften
Chrono des Nations, Beloften
2008
4e etappe Ronde van de Kaap
2010
4e etappe Ronde van België
Jongerenklassement Ronde van België

## Resultaten in voornaamste wedstrijden
| Jaar | Ronde van Italië | Ronde van Frankrijk | Ronde van Spanje |
| ---- | ---------------- | ------------------- | ---------------- |
| 2007 |                  |                     |                  |
| 2008 | opgave           |                     | 46e              |
| 2010 |                  |                     |                  |
| 2011 |                  |                     |                  |

| Jaar | Ronde van Vlaanderen |  | Wereldranglijsten |
| ---- | -------------------- |  | ----------------- |
| 2007 |                      |  | 218e (UPT)        |
| 2008 |                      |  |                   |
| 2010 |                      |  | 159e (UWK)        |
| 2011 | 121e                 |  |                   |

## Ploegen
- 2005-  Bodysol-Win for Life-Jong Vlaanderen
- 2006-  Bodysol-Win for Life-Jong Vlaanderen
- 2007-  Predictor-Lotto
- 2008-  Silence-Lotto
- 2009-  Quick Step
- 2010-  Skil-Shimano
- 2011-  Topsport Vlaanderen-Mercator
- 2012-  Topsport Vlaanderen-Mercator
- 2013-  Topsport Vlaanderen-Baloise
- 2014-  Sunweb-Napoleon Games
- 2015-  Vérandas Willems

Wielerploegen van Dominique Cornu
Cornu · De Greef · De Ketele · De Neef · De Poortere · De Wilde · De Zutter · Ingels · Lievens · Neyens · Paulissen · Roelandts · Schets · Van der Slagmolen · Van Hoovels · Van Rij · Van Rooy · Vanendert · Vanheule
Baugnies · Cordeel · Cornu · Crabbé · De Greef · De Ketele · De Neef · De Poortere · De Zutter · Lievens · Neyens · Paulissen · Poleunis · Roelandts · Schets · Van Avermaet · Van den Houte · Van Rij · Van Rooy · Vanendert · Vens
Aerts · Brandt · Cioni · Cornu · Devenyns · De Vocht · Dockx · Evans · Gates · Horner · Hoste · Ingels · Jufré · Kaisen · Leukemans · Lloyd · McEwen · Mertens · Rodriguez · Roesems · Sentjens · Steels · Steurs · Van Avermaet · Van Hecke · Van den Broeck · Van Huffel · Vansevenant · Vansummeren · Zanini
Aerts · Bileka · Brandt · Cioni · Cornu · De Greef · Devenyns · De Vocht · D'Hollander · Dockx · Evans · Gardeyn · Gates · Hoste · Jacobs · Kaisen · Lloyd · McEwen · Popovytsj · Roelandts · Roesems · Sentjens · Steurs · Tjallingii · Van Avermaet · Van den Broeck · Van Huffel · Vansevenant · Vansummeren
Barredo · Boonen · Cataldo · Chavanel · Cornu · Davis · de Jongh · De Weert · Devenyns · Devolder · Engels · Facci · Hovelijnck · Hulsmans · Koenitski · Kvist · Malacarne · Pineau · Reda · Rosseler · Samojlaw · Schwab · Seeldraeyers · Tosatto · Van De Walle · Van Impe · Velo · Weylandt · Wynants · Robert (stagiair)
Chaigneau ·
Cornu ·
Curvers ·
De Backer ·
Deroo ·
Docker ·
Doi ·
Feng ·
Geniez ·
Geschke ·
Goesinnen ·
Houanard ·
Huguet ·
van Hummel ·
Hupond ·
Ji · 
Jin ·
de Kort ·
Rooijakkers ·
Timmer ·
Veelers · 
Vissers · 
Wagner ·
Wilmann ·
Damuseau (stagiair) ·
van Zandbeek (stagiair)
Armée · Baugnies · Boeckmans · Coenen · Cornu · De Ketele · De Vreese · Jacobs · Jodts · G.Joseph · S.Joseph · Mertens · Neirynck · Salomein · Serry · Steurs · Van Hecke · Van Staeyen · Van Vooren · Vanspeybrouck · Wallays · Waeytens (stagiair) 
Armée · Cornu · De Jonghe · De Ketele · De Vreese · Declercq · Jacobs · Jodts · Lietaer · Mertens · Neirynck · Salomein · Serry · Van Asbroeck · Van Hecke · Van Hoecke · Van Staeyen · Van Vooren · Vanoverberghe · Vandousselaere · Vanspeybrouck · Waeytens · Wallays
Armée · Cornu · De Buyst · De Jonghe · De Ketele · De Vreese · Declercq · Helven · Jacobs · Lampaert · Lietaer · Mertens · Neirynck · Salomein · Sprengers · Van Asbroeck · Van Hecke · Van Hoecke · Van Staeyen · Vanbilsen · Vandousselaere · Vanoverberghe · Vanspeybrouck · Waeytens · Wallays
Aernouts · Braet · Cornu · T.Merlier · Pauwels · van Tichelt · D.Vanthourenhout · M.Vanthourenhout · Vantornout · Vermeersch · Degroote (stagiair)